# Минович, Майкл
Майкл Эндрю Минович (англ. Michael Andrew Minovitch; ок. 1935/1936 — 16 сентября 2022) — американский математик и изобретатель. Известен своим вкладом в практическое освоение гравитационных манёвров для исследования Солнечной системы.

## Биография
Минович вырос в Лос-Анджелесе и, по его собственным словам, с юных лет посвятил свою жизнь науке. С 1959 года он был аспирантом Калифорнийского университета в Лос-Анджелесе (UCLA), специализируясь на математике и физике. Во время летней практики 1960 года изучал дифракцию рентгеновских лучей на кристаллах в лаборатории Калифорнийского технологического института.
В 1961 году Минович заинтересовался возможностью летней практики в Лаборатории реактивного движения (JPL) НАСА и был принят в группу, занимавшуюся расчётами межпланетных траекторий, хотя ранее он не имел опыта в небесной механике. Рассчитывая отклонение траектории космического аппарата при пролёте вблизи планеты, Минович обнаружил возможность использования этого отклонения для целенаправленного изменения траектории полёта и достижения других планет без дополнительных затрат ракетного горючего. Вернувшись в UCLA, Минович создал программу для расчёта межпланетных траекторий с использованием гравитационных манёвров у различных планет Солнечной системы. Для своих вычислений Минович использовал компьютер IBM 7090, в то время один из наиболее производительных в мире. В течение следующих двух лет Минович рассчитал множество вариантов межпланетных траекторий, включая траекторию для посещения одним космическим аппаратом Юпитера, Сатурна, Урана и Нептуна, позже независимо обнаруженную Гэри Флэндро и использованную в программе «Вояджер».
Работа Миновича не получила немедленного признания других сотрудников JPL, его программа и расчёты не использовались непосредственно в подготовке какой-либо космической миссии. Тем не менее, в 1964 году они послужили поводом к исследованию практической возможности полёта к Меркурию с использованием гравитационного манёвра у Венеры, реализованной в миссии «Маринер-10», стартовавшей в 1973 году.
В 1970 году Минович получил степень доктора философии в Калифорнийском университете в Беркли. Он продолжал работать в JPL над различными проблемами в качестве временного сотрудника. В 1972 году Минович был награждён медалью НАСА «За исключительные заслуги» за свой вклад в разработку концепции гравитационных манёвров.
Впоследствии Минович оставил работу в JPL и самостоятельно занимался разработкой лазерного двигателя для космических кораблей. Он также изобрёл и запатентовал магнитный двигатель для космических полётов[значимость факта?].

## Комментарии
1. ↑  Флэндро знал о работе Миновича, но счёл её «элементарной» и абстрактной и выполнял свои расчёты самостоятельно[5].